# Shang-Chi
Zheng Shang-Chi  (chinês simplificado:郑尚气 / 郑上气, chinês tradicional: 鄭尚氣 / 鄭上氣, pinyin: Zhèng Shàng Qì, Wade-Giles: Cheng Shang Ch'i,  literalmente A ascensão do espírito), [ˌʃɑːŋ ˈtʃiː] SHAHNG-CHEE),  muitas vezes chamado de Mestre do Kung Fu (em inglês Master of Kung Fu) ou Irmão Mão, é um super-herói das histórias em quadrinhos publicadas pela Marvel Comics. O personagem foi criado por Steve Englehart e Jim Starlin, aparecendo pela primeira vez em Special Marvel Edition nº 15 (dezembro de 1973) na Era de Bronze das histórias em quadrinhos e estrelou seu próprio título solo até 1983. Shang-Chi é proficiente em vários estilos de wushu desarmado e baseado em armas, incluindo o uso de bastão gùn, nunchaku e jian. Shang-Chi mais tarde assume a liderança da Sociedade das Cinco Armas e adquire os poderosos Dez Anéis.
Shang-Chi foi criado a partir de uma publicação licenciada baseada nos livros do romancista Sax Rohmer como o filho desconhecido do vilão fictício Fu Manchu. Em edições posteriores, sua conexão com Fu Manchu foi subestimada depois que a Marvel perdeu os direitos dos quadrinhos do personagem deste último; para contornar esse problema, a editora eventualmente começou a chamar o pai de Shang-Chi por outro nome: Zheng Zu.
Shang-Chi fez sua estréia em um filme live-action, Shang-Chi and the Legend of the Ten Rings, ambientada no Universo Cinematográfico Marvel. Ele foi interpretado pelo ator sino-canadense Simu Liu.

## Histórico da Publicação
No início da década de 1970, o escritor Steve Englehart e o artista Jim Starlin tiveram a ideia de adaptar a série de TV Kung Fu, estrelada por David Carradine, a Marvel não conseguiu a autorização da Time Warner, uma vez que, desde 1969 é dona de sua principal concorrente, a DC Comics, Engelhart e Starlin não estavam interessados em seu tom, acreditando que a popularidade do show e do gênero de artes marciais desapareceria rapidamente. A dupla então abordou a Marvel Comics com a ideia de criar um quadrinho original focado no kung fu, por intermédio de Roy Thomas, a editora adquiriu a licença de uso de Fu Manchu, um vilão da literatura pulp criado por Sax Rohmer. Embora ele próprio fosse um personagem original, muitos dos personagens coadjuvantes de Shang-Chi (mais notavelmente Fu Manchu, Sir Denis Nayland Smith, Dr. James Petrie e Fah Lo Suee) foram criações de Rohmer.
Shang-Chi apareceu pela primeira vez em Special Marvel Edition #15 (Dezembro de 1973) por Steve Englehart e Jim Starlin. As 14 primeiras edições da revista traziam reedições de histórias de super-heróis da Marvel. Shang-Chi apareceu novamente na edição 16, e na edição 17 (abril de 1974) o título foi mudado para The Hands of Shang-Chi: Master of Kung Fu. Em meio ao sucesso das artes marciais nos Estados Unidos na década de 1970, a revista tornou-se muito popular, sendo publicada até a edição 125 (Junho de 1983), incluindo quatro edições "giant-size" e um anual. Ele co-estrelou com o Homem-Aranha em Giant-Size Spider-Man #2 e Marvel Team-Up# 84-85. Shang-Chi encontrou o Coisa em Marvel Two-in-Onenº  29.  Special Collector's Edition# 1 (1975)  republicou histórias de Deadly Hands of Kung-Fu# 1-2; Deadly Hands of Kung-Fu Special# 1; and Special Marvel Edition# 15. Ele participou em crossovers com outros artistas marciais da Marvel, incluindo Tigre Branco, Punho de Ferro e Filhas do Dragão (Colleen Wing + e Misty Knight) e foi publicado regularmente em  Deadly Hands of Kung Fu.
Nenhum personagem da série de televisão Kung Fu foi oficialmente incluído na série de quadrinhos, embora na edição # 19 o personagem Lu Sun tivesse uma semelhança tão forte com Kwai Chang Caine (o protagonista interpretado por Carradine) que, para evitar problemas de direitos autorais, o personagem recebeu um bigode ao longo da edição. Por iniciativa do desenhista Paul Gulacy, o herói passou a ter as feições do ator chinês Bruce Lee. Paul Gulacy era um fã de cinema, e muitos personagens foram inspirados em estrelas de cinema: Juliette em Marlene Dietrich, James Larner em Marlon Brando, Clive Reston (muitas vezes amplamente insinuado como sendo o filho de James Bond, bem como o sobrinho-neto de Sherlock Holmes), ocasionalmente, se parecia com Basil Rathbone e Sean Connery, e um personagem menor Ward Sarsfield (inspirado no nome real de Sax Rohmer, Arthur Henry Sarsfield Ward) que se parecia com David Niven.
Shang-Chi teve mais duas séries curtas: Master of Kung Fu: Bleeding Black (1990) e a minissérie do selo Marvel MAX, Master of Kung Fu: Hellfire Apocalypse (2002), novamente com a arte de Paul Gulacy. O personagem teve duas histórias na série antológica Marvel Comics Presents, incluindo uma roteirizada por Moench, publicada nos primeiros oito números da série em 1988, e co-estrelou uma história com o Cavaleiro da Lua em Moon Knight Special (1992). Em 1997, um arco de história estrelado por Shang-Chi foi lançado em Journey into Mysterynº  514-516, e teve a intenção de publicar uma minissérie do personagem em 1998.
Em 1995, Shang-Chi seria um dos títulos produzidos pela Milestone Media, de acordo com o roteirista Dwayne McDuffie, o título mostraria Shang-Chi usando armas de fogo, no estilo gun fu do cineasta de Hong Kong John Woo, contudo, segundo McDuffie, a proposta foi cancelada após a saída do editor chefe  Tom DeFalco e a morte de Mark Gruenwald no ano seguinte.
Embora tenha sido criado em uma série com personagens licenciados, Shang-Chi é um personagem de propriedade da Marvel e foi firmemente estabelecido como parte do Universo Marvel, com participações em vários outros títulos, como Marvel Team-Up, Marvel Knights e X-Men. A maioria dos personagens originais licenciados no elenco de apoio foram eliminados nas séries e histórias mais recentes. Em 2015, a editora anunciou que obteve a licença apenas para republicar as histórias dos anos 70.
Em algumas de suas aparições modernas, seu pai é mencionado como um vilão em termos enigmáticos ou usando uma variedade de novos nomes, porque a Marvel não tem mais os direitos de Fu Manchu. Em Secret Avengers # 6-10, o escritor Ed Brubaker oficialmente contornou toda a questão através de um enredo onde um grupo desonesto de agentes de S.H.I.E.L.D. ressuscitaram uma versão zumbificada de Fu Manchu apenas para descobrir que "Fu Manchu" era apenas um pseudônimo; que o pai de Shang-Chi era realmente Zheng Zu, um antigo feiticeiro chinês que descobriu o segredo da imortalidade. Da mesma forma, a meia-irmã de Shang-Chi, Fah Lo Suee, foi rebatizada como Zheng Bao Yu/Lótus Amaldiçoada em Fearless Defenders # 8 de 2013,  enquanto Smith e Petrie não apareceram em nenhuma propriedade da Marvel desde o final da série de Kung Fu em 1983.
Shang-Chi retornou como personagem principal na revista em quadrinhos Heroes for Hire de 2007. Em 2009, foi lançado o one-shot em preto e branco Shang-Chi: Master of Kung Fu, com histórias roteirizadas por Jonathan Hickman, Mike Benson, Charlie Huston e Robin Furth e ilustradas por Tomm Coker, C.P. Smith, Enrique Romero and Paul Gulacy.
Em 2015, Shang-Chi estrelou o renascimento do Mestre do Kung Fu no enredo Guerras Secretas. Escrito por Haden Blackman e ilustrado por Taljic, a série de quatro edições é uma história inspirada em wuxia que ocorre no domínio de K'un-Lun no mundo de batalha e centrada em torno de Shang-Chi em sua luta para derrubar seu pai despótico dele, o Imperador Zheng Zu.
Em 2017, após um intervalo de 34 anos, Shang-Chi mais uma vez estrelou a 126ª edição da revista Master of Kung Fu como parte do relançamento do Marvel Legacy, escrito pelo artista marcial misto CM Punk e ilustrado por Dalibor Talajic.
Ele, junto com outros super-heróis asiáticos e asiáticos-americanos e se tornou um personagem principal da série Agents of Atlas de Greg Pak em 2019.
Shang-Chi estrelou uma minissérie de cinco edições auto-intitulada a partir de junho de 2020. A minissérie foi escrita pelo autor de O Chinês Americano,  Gene Luen Yang com arte de Dike Ruan e Philip Tan. Segundo Yang, a história explora os relacionamentos de Shang-Chi com seu pai Zheng Zu e seus meio-irmãos.
Shang-Chi estrelou uma nova série em andamento de Yang e Ruan em 2021, com Bernard To substituindo Ruan na 9ª edição. Após o lançamento do filme do Universo Cinematográfico Marvel, Shang-Chi e a Lenda dos Dez Anéis (2021), Yang incorporou vários conceitos introduzidos no filme aos mitos de Shang-Chi, incluindo a personagem Jiang Li como a verdadeira mãe de Shang-Chi, que foi baseada na mãe de Shang-Chi, Ying Li, desconsiderando a mãe americana branca de Shang-Chi e sua herança mestiça; o reino celestial Ta Lo, que foi apresentado anteriormente pelos roteiristas Mark Gruenwald e Ralph Macchio e o desenhista Keith Pollard em Thor #301 (1980); e os Dez Anéis.
Em março de 2021, foi publicado o one-shot The The Legend of Shang-Chi, por Alyssa Wong (roteiro) and Andie Tong (desenhos). Em setembro de 2021, estrelou uma minissérie digital escrita por Alyssa Wong e ilustrada por Nathan Stockman publicada no aplicativo Marvel Unlimited.
Em julho de 2022, a série em andamento Shang-Chi foi sucedida por uma nova série em andamento intitulada Shang-Chi and the Ten Rings, com Shang-Chi # 13 solicitado anteriormente sendo renomeada como Shang-Chi and the Ten Rings #1 e Yang e To retornando como roteirista e desenhista, respectivamente.
Em outubro de 2022, a Marvel anunciou que a corrida de Yang terminaria com o one-shot Shang-Chi: Master of the Ten Rings, com Michael YG substituindo To na arte, com lançamento previsto para janeiro de 2023.
Em dezembro de 2023, Shang-Chi estrelou Deadly Hands of Kung Fu: Gang War, uma minissérie de três edições escrita por Greg Pak e ilustrada por Caio Majado que fará parte do evento crossover "Gang War".
Em fevereiro de 2024, Shang-Chi passou a fazer parte da equipe Thunderbolts em uma revista de mesmo nome, escrita por Collin Kelly e Jackson Lanzing e ilustrada por Geraldo Borges. Lanzing explicou que a inclusão de Shang-Chi no título se deveu às raízes de espionagem do personagem da revista Master of Kung Fu.
Em junho de 2024, foi anunciado que Shang-Chi retornará aos Vingadores na minissérie Avengers Assemble, com lançamento previsto para setembro de 2024, que será escrita por Steve Orlando e desenhada por Cory Smith.

### Nome
Steve Englehart afirma que a inspiração do nome do personagem veio de seu interesse pelo I Ching, o nome é uma junção de 升 (shēng) que significa "ascendente" e chi significa energia vital.
Em 2019, o ator Ronny Chieng sugeriu que a Marvel não usasse 上氣 (shàng qì) como tradução de Shang-Chi, pois em chinês moderno isso significa algo como “ar que sobe”  o que soa estranho para um super-herói. Ele recomendou usar 神奇 (shén qí), que significa “mágico” ou “maravilhoso” — um termo comum para heróis e poderes extraordinários em chinês.  Em The Ultimates #15 (agosto de 2025), a versão de Shang-Chi do Universo Ultimate é chamada de Shen Qi, traduzido como milagroso.

### Publicações no Brasil
O personagem estreou no Brasil na revista Kung Fu da EBAL. Outros personagens da Marvel publicados nessa revista foram os denominados Filhos do Tigre.
A revista tinha o formato inspirado na revista da Marvel Comics, Deadly Hands of Kung Fu e assim como ela adotou o formato magazine (usado em revistas como a Veja) e impressa em preto e branco. Revistas em quadrinhos desse tipo eram usadas para publicar material para adultos e não sofriam censuras do Comics Code Authority.
A revista da EBAL também publicou material das editoras estrangeiras Charlton (Yang, claramente inspirado na série de TV estrelada por Carradine), DC (Richard Dragon, Kung Fu Fighter), Marvel Comics e Selecciones Ilustradas (da Espanha).
A Edição 21 trouxe a biografia em quadrinhos de Bruce Lee publicada originalmente na revista Deadly Hands of Kung Fu# 28 (revista que publicava histórias protagonizadas por Shang-Chi), escrita por Martin Sands e desenhada por Joe Staton.
Shang-Chi teve histórias publicadas até a quinta edição (quando passou a ter uma revista própria na Editora Bloch). Na sexta edição surgiu uma criação própria, uma personagem com as feições inspiradas em David Carradine e roupas similares a de Shang-Chi, chamado apenas de Kung Fu.
A editora já havia feito algo parecido com O Judoka, criado para suprir a falta de histórias do Judomaster da Charlton. Após a edição 27, Kung Fu não teve mais histórias publicadas pela EBAL. Assim como a EBAL, a Bloch também publicou histórias de autores brasileiros como o nipo-brasileiro Júlio Shimamoto.
Tanto na revista da EBAL, quanto na da Bloch, eram comuns as publicações de matérias e pôsteres sobre Bruce Lee, David Carradine e outros atores de produções de artes marciais e sobre as artes marciais em geral.
Encerrado o período da Bloch, Shang Chi passou para a Editora Abril, sendo um personagem de destaque dos mixes das revistas Capitão América, Heróis da TV e Superaventuras Marvel, além de estrelar com exclusividade algumas revistas especiais. Em 2002, a Panini Comics assume a publicação da Marvel no país, publicando também a série do selo Marvel MAX. Em 2016, a Salvat publica um encernado dedicado ao herói, em abril de 2018, a Panini relança suas histórias originas na Coleção Histórica Marvel - Mestre do Kung Fu.

## Histórico ficcional

### Mestre do Kung Fu
Shang-Chi nasceu na província de Honã, na República Popular da China, e é filho de Fu Manchu, o criminoso chinês que repetidamente tentou conquistar o mundo e tinha sede de sangue. Shang-Chi foi criado e treinado nas artes marciais por seu pai e seus instrutores. Ele foi enviado em uma missão para assassinar o Dr. Petrie, mas ele conheceu o arqui-inimigo de Fu Manchu, sir Denis Nayland Smith, e descobriu que Fu Manchu era mau. Então, se rebelou contra seu pai. Shang-Chi lutou contra Sol da Meia-Noite, e então conheceu seu próximo aliado, Black Jack Tarr. Shangi-Chi tornou-se um aliado dele, de Sir Denis Nayland Smith e do MI-6, e se opôs a Fu Manchu. Lutou contra os assassinos Si-Fan.
Apesar de, muitas vezes, entrarem, em conflito, seu espírito pacifista e seu desejo de fazer justiça, Shang-Chi entende que, às vezes, é necessário usar a força para salvar vidas. Ao longo de suas aventuras, conheceu Homem-Coisa, e conheceu o super-herói Homem-Aranha. Shang-Chi, então, conheceu seu amigo Clive Reston. Shang-Chi lutou contra o Espreitador das Sombras e Fu Manchu e resgatou o Dr. Petrie de Fu Manchu. Ele, então, se opôs à sua meia-irmã, Fah Lo Suee. Ele se opôs a Carlton Velcro, e primeiro lutou contra Punho de Lâmina e Pavane. Shang-Chi, então, conheceu seu amor, Leiko Wu. Ele se opôs a Mordillo e Brynocki. Ele teve seu primeiro encontro com o Gato. Em seguida, encontrou, pela primeira vez, o Punho de Ferro. Depois, lutou contra Punho Elétrico. Após outra batalha contra Fu Manchu, Shang-Chi deixou o MI-6.
Como um aventureiro, ele se juntou ao Punho de Ferro, Tigre Branco e Valete de Copas contra a Corporação. Ele então conheceu o Coisa e lutou contra a Hidra. Ele se envolveu em um jogo entre Doutor Destino e Prime Mover. Ele primeiro lutou contra Massacrador de Crânios, e depois lutou contra Zaran. Shang-Chi então se juntou ao Homem-Aranha, a Viúva Negra e Nick Fury contra Víbora, Bumerangue e Samurai de Prata. Shang-Chi se opôs a Fu Manchu  e Fah Lo Suee mais uma vez. Com Smith, Tarr, Reston e Wu, ele formou a Freelance Restorations, Ltd, baseada no Castelo de Stormhaven, na Escócia. Shang-Chi finalmente testemunhou a morte de Fu Manchu. Ele então se uniu com Rom contra os Espectros. Não muito tempo depois da morte de seu pai, Shang-Chi deixou a Freelance Restorations, Ltd, abandonou sua vida como aventureiro e se retirou para a remota Yang-Tin, na China, para viver como pescador.

### Retorno
Algum tempo depois, Shang-Chi retornou da China e se juntou a Tarr, Reston e Wu. Eles lutaram contra o grupo terrorista de Argus, formado para fazer com que os Estados Unidos agissem mais agressivamente contra todos os terroristas. A fim de obter informações, Argus mandou torturar Wu, cortando sua mão esquerda como uma mensagem. Ela foi resgatada por Shang Chi e pelos outros, mas não antes de ele sofrer uma dose de veneno de ação lenta. Antes que o veneno pudesse matá-lo, ele foi curado dos seus efeitos pelo elixir vitae de Fu Manchu.
Mais tarde, o império criminoso de seu pai se dividiu em facções: Clã do Dragão Dormente (liderado por Chiang Kai-Dong), Grupo Lótus de Aço (lliderado por Hsien Ming-Ho), Máfia do Tigre Selvagem (lliderado por Deng Ling-Xiao) e o Sindicato da Serpente (lliderado por Mao Liu-Cho). O Rei do Crime assume o controle de sua própria facção do Si-Fan em Hong Kong e fornece a eles recursos cibernéticos. Shang-Chi une forças com os X-Men e Elektra Natchios contra o Rei do Crime e o Si-Fan.
Depois de colaborar com a Inteligência Britânica, Fah Loh Suee acabou sendo colocado como diretora do MI-6. Seus esforços a colocaram perpetuamente em desacordo com Shang-Chi e seus colegas agentes do MI-6. Anos depois, ela mais uma vez se envolveu no submundo do crime. Agora com o nome de Lótus Amaldiçoada, ela chefiava um império de narcóticos que fornecia uma droga altamente viciante chamada Wild Tiger em parceria com Deng Ling-Xiao e a Máfia do Tigre Selvagem, agindo como uma fachada para ela em Hong Kong. Apesar da multidão do Tigre Selvagem ser derrubada por Shang-Chi, ela escapa da captura. Shang-Chi nunca descobre o envolvimento de sua meia-irmã.
Fu Manchu eventualmente ressurge e emprega Zaran (Zhou Man She) para recuperar um produto químico da I.M.A. e mais tarde o instruiu a matar Shang-Chi para ele. Ele enviou seus dacoits para ajudar Zaran contra Shang-Chi e os Marvel Knights. Embora eles tenham conseguido destruir o prédio em que Shang-Chi estava, Zaran não conseguiu matá-lo.
Depois que seu pai é revelado que ainda está vivo (agora com o nome de Conde de Saint German) e que retomou o controle do Si-Fan, Shang-Chi ajuda seus antigos aliados, que se juntaram ao MI-6, contra o Dr. Fu Manchu e seu meio-irmão desconhecido, Sombra Furtiva. A missão resulta na destruição da arma Fogo Infernal de seu pai e na morte de Sombra Furtiva nas mãos do Dr. Fu Manchu por seu fracasso em matar Shang-Chi.

### Heróis de Aluguel
Shang-Chi se uniu a uma versão restaurada do grupo Heróis de Aluguel. Ele começou um relacionamento com Maria Vasquez (Tarântula). Foi ele quem matou seu companheiro de equipe Zumbido, controlado por uma raça insectoide que escapou da nave de Hulk quando este retornou à Terra. Este ato de sangue-frio o traumatizou e ele deixou a equipe.
Ainda trabalhando para o MI-6, Shang-Chi colabora com Pete Wisdom do MI-13 para enfrentar o dragão galês, que se tornou um senhor do crime humano. Ele se torna o tutor de um jovem Killraven da Terra-616.

### Era Heroica
No arco Shadowland, Shang-Chi é um dos heróis que lutam contra os ninjas do Tentáculo. Mais tarde, ele trabalha junto com o Homem-Aranha contra o Senhor Negativo, e temporariamente toma os poderes do Senhor Negativo até ser trazido de volta ao normal pelo Homem-Aranha.
Em Secret Avengers, Steve Rogers rastreia Shang-Chi para ajudar a reverter o Conselho das Sombras, que ressuscitou o pai de Shang-Ch e que ele empregou o Hai-Dai, um esquadrão de assassinos, para caçar Shang-Chi. Fera revela a Shang-Chi e os Vingadores Secretos Dr. Fu Manchu é realmente um antigo feiticeiro chamado Zheng Zu. Quando Shang-Chi e Rogers se encontram com John Steele e o Conselho das Sombras para a troca de prisioneiros, Rogers é dominado por Steele e Shang-Chi é capturado. Enquanto Zheng Zu se prepara para sacrificar Shang-Chi para completar sua ressurreição, os Vingadores e o Cavaleiro da Lua aparecem para ele no Conselho das Sombras. O Príncipe dos Órfãos interrompe o ritual, resultando na morte de Zheng Zu e no resgate de Shang-Chi. Shang-Chi posteriormente se junta aos Vingadores Secretos, mas deixa a equipe após a derrota de Arnim Zola 4.2.3.
Pelas instruções da nova Madame Teia, Shang-Chi começou a treinar o Homem-Aranha em kung fu para ajudá-lo a compensar a perda recente de seu sentido aranha, que foi 'sobrecarregado' depois que o escalador de paredes teve que transmitir um sinal forte em a mesma frequência para desativar um exército de drones de Spider-Slayers. Sob a tutela de Shang-Chi, o Homem-Aranha desenvolve seu próprio estilo de artes marciais, o "Estilo da Aranha".
Durante os eventos de Spider-Island, Shang-Chi e outros habitantes de Manhattan são infectados pelo Spider-Virus, dando-lhe os mesmos poderes e habilidades do Homem-Aranha. Shang-Chi também é atormentado por pesadelos recorrentes de si mesmo como uma aranha atacando civis inocentes. Pessoas com poderes de aranha ficam loucas na cidade. Quando ele vê o Punho de Ferro e outros heróis lutando contra os impostores do Homem-Aranha e Peter Parker nas proximidades, Shang-Chi protege Parker e confirma a identidade do Homem-Aranha para os outros heróis. Enquanto isso, a Noiva das Nove Aranhas ataca e sequestra seus companheiros de equipe nas Armas Imortais. Shang-Chi tenta impedir a Noiva das Nove Aranhas de sequestrar o Punho de Ferro com seus poderes recém-adquiridos, mas não tem sucesso.
Shang-Chi descobre com Silver Sable que ela encontrou possíveis locais em Manhattan para o covil da Noiva das Nove Aranhas. Embora Shang-Chi derrote a Noiva das Nove Aranhas e liberte Punho de Ferro, ele descobre o verdadeiro culpado: o demônio Ai Apaec, que procura se alimentar das Armas Imortais. Shang-Chi luta contra Ai Apeac e se transforma em uma aranha durante a batalha como resultado de sua infecção, mas Punho de Ferro usa sua força chi para curar Shang-Chi. Depois de certificar-se de que Punho de Ferro e o resto das Armas Imortais foram evacuados, Shang-Chi desmonta o esconderijo da mansão em Ai Apeac, deixando-o imobilizado para que os Vingadores o coloquem de volta sob custódia. Shang-Chi e as Armas Imortais chegam para se juntar aos heróis durante a batalha final contra a Rainha Aranha.

### Nova Marvel
Durante o relançamento Nova Marvel, Shang-Chi se junta aos Vingadores depois de ser recrutado por Capitão América e Homem de Ferro.
Durante os eventos de Infinito, Shang-Chi e os Vingadores se juntam ao Conselho Galáctico para lutar contra os Construtores e sua cruzada contra toda a vida no universo. Quando vários aliados foram capturados pelo inimigo, Shang forma uma equipe de resgate com a Viúva Negra, Mulher-Aranha e Manifold. Empunhando um par de manoplas de projeção de energia, a intervenção oportuna de Shang impediu que seus amigos fossem vaporizados por um Aleph. Após a derrota dos Construtores, os Vingadores retornam à Terra com seus novos aliados do Conselho Galáctico para enfrentar uma ameaça ainda maior em casa – Thanos. Shang é enviado junto com a Viúva Negra e Manifold para se infiltrar no Pico e encerrar a primeira linha de defesa de Thanos; no entanto, a equipe é interceptada pelo Black Dwarf e seus guardas. Quando Manifold voltou para pegar reforços, Shang e Natasha conseguiram derrotar toda a força de segurança, exceto o general que provou ser demais até mesmo para o Mestre de Kung Fu. O poder combinado do Gladiador, Ronan, o Acusador e outros membros do Conselho, eventualmente, acabou com o Anão Negro e permite que Shang e a equipe de infiltração completem sua missão.
Com a ameaça dos Construtores e Thanos frustrada, Shang-Chi é enviado para Madripoor junto com a Viúva Negra, o Falcão e o Wolverine para impedir um tumulto em grande escala que estourou em toda a nação insular. Shang-Chi se infiltra em um templo abrigado pelo Tentáculo, mas é tarde demais para impedir o novo líder do Tentáculo, a Górgona, de completar um ritual que levanta a ilha da água sobre a cabeça de um enorme dragão. Quando o dragão começa a voar, Shang-Chi rapidamente tira todos os ninjas do Tentáculo presentes no templo e desafia a Górgona. Apesar de um esforço valente, Shang-Chi é derrotado pela Gorgon, que joga Shang-Chi da borda da cabeça do dragão várias centenas de metros acima do solo. Shang-Chi é resgatado pela agência chinesa de coleta de inteligência S.P.E.A.R e é levado para sua base aérea, o Círculo, para se recuperar. Shang-Chi, junto com os Vingadores e a equipe de resposta sobre-humana da S.P.E.A.R., os Ascendentes, vão para Xangai para defender a cidade do dragão e das forças do Tentáculo. Usando Partículas Pym fornecido a ele pelo diretor da .P.E.A.R.., ian Zheng, Shang Chi cresce até o tamanho de um gigante e derrota o dragão em combate, mas não antes de se vingar arrancando o templo do Tentáculo (com uma Górgona gritando ainda presa dentro) da cabeça do dragão e jogando-o a vários quilômetros de distância.
Quando os Illuminati foram expostos a ter adulterado a mente do Capitão América e tentando destruir mundos que ameaçam a Terra como parte das Incursões como visto no enredo Time Runs Out, Shang-Chi se juntou a uma facção dos Vingadores liderada pelo Mancha Solar. Os Vingadores de Mancha Solar, tendo assumido o controle da A.I.M., descobriram que "pontos de Incursão" (pontos onde um mundo de Incursão que está prestes a atingir a Terra pode ser visto) estavam causando um grande número de mutações físicas entre aqueles que tropeçaram nos locais .Enviando Shang-Chi para um ponto de incursão no Japão, Shang-Chi foi exposto a radiação de nível cósmico que transformou Shang-Chi em um mutante capaz de criar duplicatas de si mesmo.
Depois de capturar Ossos Cruzados para uma missão, Shang-Chi é informado pelo Capitão América sobre o assassinato de sua ex-amante Leiko Wu nas mãos de Punho de Lâmina enquanto trabalhava disfarçado para o MI-6 em uma das tríades de Londres. Shang-Chi viaja para Londres para o funeral de Leiko e enquanto se pergunta por Chinatown, ele é atacado por assaltantes desconhecidos, um que revela que o senhor do crime, o Dragão Branco, estava por trás do assassinato. Shang-Chi é abordado pelo líder do clã da tríade e ex-inimigo que lhe oferece uma trégua; Chao Sima alega que ele e Leiko se tornaram amantes enquanto ela trabalhava disfarçada e planejava desertar do MI-6 por ele. Com a ajuda do Esmagador de Crânios e as recém-chegadas Filhas do Dragão e os Filhos do Tigre, Shang-Chi confirma que Punho de Lâmina foi contratado pelo Dragão Branco para matar Leiko devido ao seu envolvimento com seu riva lEsmagador de Crânios e descobre que o Dragão Branco tem acesso a Mao Shan Pai, uma poderosa magia negra chinesa. Shang-Chi e Esmagador de Crânios se infiltram na propriedade do Dragão Branco, onde descobrem uma sala exibindo as cabeças decapitadas dos líderes da tríade desaparecidos. Os dois lutam contra o Dragão Branco, mas são capturados pelo irmão de Shang-Chi, Sol da Meia-Noite, que se revela o verdadeiro cérebro por trás do Dragão Branco. Com o livro de feitiços Mao Shan Pai tomado pelos homens do Dragão Branco, M'Nai planeja usar sua magia para lhe dar poder e influência sobre os clãs da tríade, finalmente cumprindo o legado de Zheng Zu. Precisando das cabeças dos líderes do clã para completar o ritual, Sol da Meia-Noite decapita o Dragão Branco e o Esmagador de Crânios e começa a lançar o feitiço. Em vez de lhe dar poder, o feitiço ressuscita Leiko do sangue derramado de Chao. Desde que o Esmagador de Crânios fez dela a líder de seu clã antes de sua morte, a morte de Chao violou o ritual e ressuscitou Leiko para punir Sol da Meia-Noite. Shang-Chi é capaz de nocautear Sol da Meia-Noite durante sua luta enquanto Leiko mutila brutalmente Punho de Lâmina. Leiko usa seus novos poderes para convocar os espíritos mortos de Esmagador de Crânios, o Dragão Branco e os outros líderes da tríade mortos, que arrastam Sol da Meia-Noite para seu reino. Quando Leiko tenta executar Punho de Lâmina, Shang-Chi implora a seu ex-amante que pare; enquanto ele é capaz de fazer Leiko poupar Punho de Lâmina, ele é incapaz de trazê-la de volta ao seu estado normal. Black Jack Tarr (agora diretor do MI-6) e seus homens invadem a propriedade; Punho de Lâmina e os homens do Dragão Branco são presos enquanto Leiko escapa. Antes de sair de Londres, Shang-Chi deixa uma foto dele e Leiko em seu túmulo, que mais tarde é tirada por Leiko depois que ele sai.

### Protetores
Shang-Chi se juntou a vários outros super-heróis asiáticos-americanos (Amadeus Cho, Silk, Ms. Marvel, Jimmy Woo e o agente de S.H.I.E.L.D. Jake Oh) para uma campanha beneficente em Flushing, Queens. Mais tarde, enquanto o grupo está passando a noite em Koreatown, Manhattan, eles são emboscados pelo príncipe alienígena Regent Phalkan e seu pequeno exército de Seknarf Seven. Shang-Chi e seus aliados brevemente lutam contra os invasores antes deles e um grande grupo de transeuntes é teletransportado perto de Seknarf Seven, onde Phalkan exige que o grupo ofereça algumas pessoas para a comida dentro de um limite de tempo. Nomeando seu grupo "Os Protetores", Woo reúne o grupo e os espectadores a trabalhar juntos para escapar, enquanto Shang-Chi lidera um ataque com Silk e Ms. Marvel. Os Protetores eventualmente se libertaram e derrotaram Phalkan e suas forças com a ajuda dos espectadores. O Programa Espacial Tropa Alpha chega para resgatar os Protetores e transeuntes e prender Phalkan, que Sasquatch revela ter sido exilado de Seknarf Seven por traição.

### Império Secreto
Durante o enredo do Império Secreto, Shang-Chi foi considerado um prisioneiro da Hidra em Madripoor após a aquisição da Hidra dos Estados Unidos. Após a derrota de C.O.L.M.É.I.A. e Gorgon, a inteligência artifical Tony Stark encontra-o e ele afirma que não tem mais o fragmento do Cubo Cósmico. Um flashback revelou que Emma Frost levou o fragmento do Cubo Cósmico dele quando ele estava inconsciente. Shang-Chi foi visto mais tarde com o metrô quando eles e outros super-heróis estão lutando contra as forças da Hidra em Washington, D.C.

### Dominó
Buscando uma maneira de lutar contra sua habilidade de roubar o adversário Topázio, Dominó se aproxima de Shang-Chi (que foi encaminhado a ela por seu companheiro de equipe Protetores, Amadeus Cho) em seu retiro na Ilha de Lantau para treinamento. Após uma longa sessão de treinamento, os dois passam uma noite romântica em Hong Kong, apenas para serem emboscados em uma boate por um grande grupo de inimigos de Shang-Chi, liderados por Meia-Noite e incluindo Punho de Lâmina, Shen Kuei, Punho Elétrico, Devastador, Espreitador das Sombras, Garra de Tigre e outros. Dominó e Shang-Chi os derrotam com relativa facilidade. Os dois são confrontados por Topázio, que Dominó derrota usando os ensinamentos de Shang-Chi. Apesar dos pedidos de misericórdia de Shang-Chi, Dominó mata Topázio. Decepcionado, Shang-Chi termina com Dominó e a dispensa como sua aluna.

### A Guerra dos Reinos
Depois de participar de uma demonstração para a Escola Pan-Asiática de Jimmy Woo para os Excepcionalmente Superdotados em Bombaim, Shang-Chi e os Protetores são oferecidos como membros dos Agentes do Atlas de Woo. Shang-Chi e os outros são repentinamente alertados pela notícia da invasão da Terra por Malekith; a maioria dos Novos Agentes do Atlas segue para Seul, enquanto a Ms. Marvel se junta a Jake Oh e os Campeões em Nova York. Shang-Chi e os outros defendem Seul da aliada Rainha Sindr de Malekith e suas forças Goblin do Fogo de Muspelheim com a ajuda dos heróis coreanos Raposa Branca, Crescente, Io e Luna Snow. Após Sindr ameaçar convocar um vulcão no meio da cidade e matar milhões de inocentes, Brawn teletransporta Atlas e seus novos aliados para longe da batalha, permitindo que Sindr anexasse pacificamente a Coreia do Sul. Brawn finalmente convoca os heróis chineses Sword Master e Aero, a heroína filipina Wave e a Deusa do Fogo havaiana e os vulcões Pelé de Xangai para ajudar na luta contra o Sindr. Os heróis recém-convocados não estão nada satisfeitos por terem sido retirados de sua batalha anterior, mas Pelé rapidamente interrompe a luta interna, avisando o grupo que o Sindr planeja derreter as calotas polares se eles não trabalharem juntos. Depois de formular um plano, Brawn confronta Sindr e suas forças diretamente enquanto Aero, Wave e Luna usam o Bifrost Negro de Sindr para viajar ao Ártico para diminuir sua temperatura; Shang-Chi e os outros são teletransportados para o aliado de Atlas, o Rei-Macaco, no norte da China, onde Shang-Chi começa a treinar os membros restantes para a luta final. Conforme planejado por Brawn, a Rainha das Cinzas chega ao norte da China com um Brawn capturado, apenas para ser pega de surpresa por Shang-Chi e os outros, que derrotam Sindr com o treinamento de Shang-Chi, embora Pelé (que revelou ter sido M-41 Zu, um Atlas Android misticamente aprimorado e Monkey King se sacrificam no processo. Apesar de ter tido a chance de se render, Sindr foge usando o Black Bifrost, apenas para Shang-Chi e os outros seguirem com o teletransportador de Brawn, onde ajudam o Capitão Marvel a derrotar ela e suas forças restantes na Grande Muralha da China perto de Pequim. Shang-Chi é mais tarde mostrado lutando contra os Goblins do Fogo restantes ao lado de Wolverine, Hawkeye, Misty Knight e os Warriors Three em Shanghai. Após a derrota de Malekith, Shang-Chi é visto com os outros Agentes em Xangai observando enquanto os Goblins do Fogo capturados são escoltados de volta para Muspelheim.

### Novos Agentes de Atlas
Pouco depois do evento Guerra dos Reinos, Shang-Chi encontra o Sword Master na cidade de Nova York, que está procurando por seu pai desaparecido. Percebendo a inexperiência e imprudência do herói iniciante, Shang coloca Lin Lie sob sua proteção para melhorar suas habilidades. Enquanto Shang-Chi e Sword Master continuam seu treinamento em Flushing, eles são interrompidos quando luzes brancas começam a engolfar a cidade. Os dois, que estão reunidos com os outros agentes do Atlas e o Homem-Gigante, descobrem que as cidades em que estavam (junto com outras cidades asiáticas, pacíficas e predominantemente asiáticas fora da Ásia) foram fundidas e conectadas com portais. Mike Nguyen da Big Nguyen Company revela estar por trás da cidade recém-fundida, "Pan", que ele afirma que por 24 horas permitiria a cada cidadão explorar facilmente as respectivas cidades sem quaisquer restrições políticas e econômicas. Pouco depois do anúncio, Pã é repentinamente cercado por wyverns, que os agentes confrontam com Isaac Ikeda, o autoproclamado "Protetor de Pã".
Algum tempo depois, Shang-Chi e o Sword Master são confrontados por Ares, que tenta pegar a espada Fuxi de Lin Lie. Shang-Chi faz um compromisso com Ares: em troca de Shang-Chi e do Mestre da Espada ajudá-lo, Ares ajudaria a encontrar o pai desaparecido de Lin Lie. Ares aceita, explicando que seu filho drakon Ismênio foi sequestrado e que ele desejava usar a espada para matar o sequestrador de Ismênio, que Ares acredita ser outro deus. Usando Pan Portals, os três são capazes de rastrear Ismenios até um templo em Madripoor. No entanto, a destruição da prisão de Ismênios pelo Mestre da Espada convoca Davi Naka, a Deusa Mãe de Madripoor. Naka revela que Ismenios tentou saquear o tesouro de Atlântida durante a ausência de seu guardião da serpente marinha, mas foi capturado por Namor. Devido ao seu dever de proteger todos os dragões, Naka resgatou Ismenios da ira de Namor e aprisionou o jovem drakon em seu templo para sua proteção e aplacar o reino subaquático. Naka ainda avisa ao grupo que, apesar de seus esforços, Atlântida ainda está indignada com o desaparecimento de sua serpente marinha e implora que a encontrem.
Amadeus mais tarde aborda Shang-Chi e o incumbe de localizar Jimmy Woo, que não contatou a equipe desde a fusão. Junto com Crescent, Shang-Chi se infiltra no escritório de Woo na Escola Pan-Asiática para os Excepcionalmente Superdotados no setor de Mumbai em Pan, onde ele descobre uma fotografia de Woo e Nguyen juntos. Shang-Chi e Crescent descobrem um túnel secreto no escritório de Woo que os leva para a sede da Atlas Foundation no setor Pan de San Francisco, onde eles ficam cara a cara com Woo e o conselheiro dragão da Atlas Foundation, Sr. Lao, que se apresenta a os agentes Atlas. Ao mesmo tempo, Amadeus, Silk, Sword Master e White Fox invadem a torre de Nguyen e descobrem uma serpente marinha presa em um laboratório. Nguyen nega que ele e Woo estejam em aliança um com o outro, exceto por assinar um tratado de não agressão entre Atlas e Pan, que os agentes acabaram de violar. Nguyen explica que, uma vez que as escamas do dragão contêm propriedades mágicas associadas a portais e teletransporte, o dragão aprisionado estava tendo suas escamas colhidas para fornecer o portal de Pan e a tecnologia de teletransporte. Suspeitando da identidade da serpente, Lao e Woo ordenam aos agentes que a libertem para não despertar a ira de todos os dragões do planeta, enquanto Nguyen e Ikeda argumentam que libertar o dragão causará o colapso dos portais, deslocando todos os cidadãos e refugiados que se estabeleceram no cidade-portal. Antes que uma decisão possa ser tomada, uma grande tempestade começa a engolfar a cidade. Enquanto Ikeda revela que o dragão aprisionado não é outro senão o guardião desaparecido de Atlântida que ele capturou há um ano por aterrorizar o Mediterrâneo, Namor emerge das águas da costa de Pan e começa a invadir a cidade.

### Ataques Atlantes
No arco de histórias Ataques Atlantes, Shang-Chi e os outros Novos Agentes de Atlas são convocados por Brawn durante seu confronto com Namor. Namor avisa o grupo para devolver o dragão de Atlântida em um dia ou então enfrentar a ira de Atlântida antes de recuar. Após a batalha, Shang-Chi e os outros Novos Agentes são apresentados aos Agentes de Atlas originais por Woo. Quando Woo envia Namora, Venus, Aero e Wave para Atlântida para uma missão diplomática, Brawn discretamente ordena Shang-Chi e Sword Master para espionar Namora, devido a seus laços familiares com Namor. O dragão é finalmente libertado do cativeiro, mas ao chegar em casa ela fica furiosa e ataca o reino subaquático. Testemunhando a destruição causada pelo dragão, Shang-Chi relata a Amadeus que os cientistas de Atlântida descobriram um implante embutido nas escamas do dragão como a fonte de seu comportamento e que Namor acredita que Amadeus está por trás da sabotagem, levando o rei a retomar seu ataque no Pan.

### Irmãos e Irmãs
Ansiando por uma vida normal, Shang-Chi se muda para a Chinatown de São Francisco, mas cruza o caminho de Leiko Wu, que voltou ao MI-6. Quando Leiko informa que a organização de seu pai pode estar ativa novamente, eles são atacados por assaltantes desconhecidos, mas são resgatados pelo Irmão Sabre e pela Irmã Adaga, que se revelam meio-irmãos de Shang-Chi. Os dois revelam a Shang-Chi que ele foi escolhido pelo espírito de Zheng Zu como o próximo Comandante Supremo da Sociedade das Cinco Armas, uma organização secreta criada por seu pai há séculos; também é revelado a Shang-Chi que o retiro de Hunan em que foi criado era a Casa da Mão Mortal, uma das cinco casas da Sociedade, e que ele era seu campeão designado, o Irmão Mão. Sabre e Adaga pedem a seu meio-irmão que retorne para sua família e recupere seu lugar de direito como líder da Sociedade de sua líder ilegítima Irmã Martelo, que usurpou o controle do Comandante anterior, Irmão Bastão, e enviou Guerreiros do Irmão Bastão para matar Shang-Chi para manter seu governo. Percebendo que Martelo é sua irmã há muito perdida, Shang-Chi jura salvá-la do culto de seu pai. Shang-Chi chega à Casa do Bastão Mortal em Londres, onde ele e Shi-Hua surpreendentemente têm uma reunião chorosa. Shi-Hua explica a Shang-Chi a história da Sociedade das Cinco Armas e suas cinco casas, que passaram por muitos nomes, incluindo Si-Fan, Ordem do Amanhecer Dourado e Ordem de Hai-Dai; Shi-Hua revela que ela foi enviada para a Casa do Martelo Mortal na Rússia. Shang-Chi revela a verdade sobre a natureza de seu pai e tenta convencer Shi-Hua a deixar a Sociedade, mas é repreendido. Acreditando erroneamente que Shang-Chi assassinou Zu, Shi-Hua está indignado que o espírito de seu pai escolheria Shang-Chi para sucedê-lo e revela que ela só pode ser legitimada como Comandante Supremo da Sociedade matando Shang-Chi. Shang-Chi percebe que sua irmã o envenenou e começa a sucumbir aos seus efeitos. Em vez de morrer, Shang-Chi acorda em um dos laboratórios da Sociedade e é atacado por um enxame de jiangshis. Depois de receber um ferimento enquanto lutava contra o jiangshi, Shang-Chi descobre que seu sangue se tornou preto e brilhante. Antes de perder a consciência, Shang-Chi é mais uma vez resgatado por Sabre e Adaga. Enquanto viajava de barco para a Casa da Adaga Mortal, Shang-Chi recebe um novo uniforme cerimonial e treina com Sabre e Adaga (que revelam seus nomes de nascimento Takeshi e Esme, respectivamente, a ele) para se preparar contra o jiangshi de Shi-Hua, que são alimentados pela energia espiritual e uma "queixa não vingada". Shang-Chi percebe que seu ferimento começou a transformar sua carne para parecer a de um jiangshi, fazendo-o perceber que está lentamente se transformando em um. Um espírito dilapidado acena Shang-Chi para a sala do santuário da Casa. Acreditando que ele seja seu pai, Shang-Chi descobre um santuário dedicado ao irmão mais novo de Zheng Zu, Zheng Yi, e um mapa misterioso. O espírito se revela Yi e desaparece antes de explicar qualquer outra coisa.  Guiados pelo mapa, Shang-Chi e seus irmãos são direcionados à tumba de Yi em Hunan, onde o espírito de Yi aparece para ele em carne e osso. Shang-Chi pede a orientação de Yi para parar Shi-Hua e seu jiangshi e para curar sua ferida purulenta infligida pelo jiangshi. Em vez disso, o espírito de Yi diz a Shang-Chi para parar de fugir de sua família, caso contrário ele se perderia como seu pai e seus ferimentos o levariam a algo maior. Yi também revela que Zu não roubou a essência de sua vida para a imortalidade, mas a deu voluntariamente quando Zu tentou salvá-lo da morte. Quando Shi-Hua e seu exército de jiangshis atacam Londres, Shang-Chi e seus irmãos chegam como apoio para Leiko e MI-6, fornecendo-lhes amuletos de papel para purificar os jiangshi. Shang-Chi começa a sucumbir ao ferimento e se transforma parcialmente em um jiangshi, permitindo que Shi-Hua controle seu corpo para atacar Takeshi e Esme. Quando Shang-Chi começa a resistir, Shi-Hua planta um microchip contendo sua reclamação não vingada nele para colocá-lo sob seu controle completo. Em vez de resistir, Shang-Chi se acalma, o que transporta os dois para um plano astral, onde eles testemunham as memórias da dura educação de Shi-Hua por seu pai na Casa da Mão Mortal na Rússia. Percebendo que sua raiva está em Zheng Zu, e não em Shang-Chi, Shi-Hua interrompe seu ataque, fazendo com que o jiangshi desmaiasse e as feridas de Shang-Chi sarassem. No entanto, Shi-Hua culpa Shang-Chi por roubar seu propósito de vida e foge antes que Leiko possa prendê-la. No dia do Ano Novo Lunar, Shang-Chi é nomeado o novo Comandante Supremo da Sociedade das Cinco Armas e com Takeshi e Esme ao seu lado, Shang-Chi promete manter a Sociedade livre da influência de Zheng Zu e usá-la para proteger toda a humanidade. Após a cerimônia, Shang-Chi é visitado pelo espírito de Zheng Zu, que o parabeniza e comenta que ele está destinado a se tornar como ele, perturbando Shang-Chi.

### A Lâmina do Equinócio
Enquanto Shang-Chi ainda está em Londres, Leiko se aproxima dele em nome do MI-6 e pede que ele roube a mística Lâmina do Equinócio do Museu Britânico antes que ela possa ser leiloada devido ao perigo que a espada representa. Leiko guia Shang-Chi via fone de ouvido através dos sistemas de segurança do museu, mas ele encontra Lady Letal, que acabou de roubar a lâmina e usou seu poder para roubar as almas dos guardas do museu. Após uma luta prolongada e com a ajuda de Leiko, Shang-Chi derruba Lady Letal de uma janela e destrói a lâmina, liberando as almas que consumiu para retornar às suas vítimas. Para seu problema, Leiko trata Shang-Chi com gelato.

### Enter the Phoenix
Durante o crossover Enter the Phoenix, Shang-Chi é escolhida pela Força Fênix para participar de seu torneio ao lado de muitos outros heróis e vilões para decidir seu próximo hospedeiro. Junto com os outros campeões, Shang-Chi é fortalecido por uma centelha do fogo cósmico da Fênix e vence sua primeira partida contra Hipérion, que é incapaz de controlar o poder da Fênix e imediatamente se rende sem lutar. Para sua próxima partida, Shang-Chi vai enfrentar o Capitão América, que planeja jogar a partida e ajudar a treinar Shang-Chi para controlar a Fênix, já que ele acredita que Shang é a escolha ideal para o próximo avatar da entidade. Antes que Shang-Chi possa acertar o golpe final, ele jura não usar seus poderes para tirar outra vida, fazendo com que a Fênix intervenha e o elimine do torneio, dando ao Capitão América a vitória.

### Shang-Chi contra o Universo Marvel
Como o novo Comandante Supremo da Sociedade das Cinco Armas, Shang-Chi se encontra lutando para equilibrar sua lealdade entre a comunidade de super-heróis e suas obrigações familiares. A Irmã Adaga e o Irmão Sabre ficam cada vez mais frustrados com a nova direção que Shang-Chi tem para a Sociedade, enquanto seu recente envolvimento com o império criminoso de seu pai coloca seus super-heróis aliados no limite. Depois de estabelecer uma nova Casa da Mão Mortal na Chinatown da cidade de Nova York para servir como sede principal da Sociedade, Shang-Chi se reúne com sua meia-irmã mutante exilada Zheng Zhilan, que se reúne com sua família como a nova Irmã Bastão, e sua mãe biológica Jiang Li, que já havia ficado presa na Zona Negativa por anos. Após o irmão Sabre roubar um Cubo Cósmico do Capitão América sem o conhecimento de Shang-Chi para ajudar sua ex-amante, Dama Leque de Ferro, a escapar da custódia do Capitão América, os Vingadores, o Homem-Aranha e o Senhor Fantástico confrontam Shang-Chi e a Sociedade para recuperar o Cubo. Shang-Chi percebe a verdade quando o irmão Sabre discretamente usa o poder do Cubo para ajudar Shang-Chi a derrotar Thor, Shang-Chi entrega o Cubo junto com Takeshi como um prisioneiro para os Vingadores. Apesar de o Homem-Aranha e Jiang Li o tranquilizarem, o relacionamento de Shang-Chi com seus irmãos torna-se tenso, enquanto seus ex-aliados permanecem não convencidos de sua convicção. Sem o conhecimento de Shang-Chi, esses eventos estão sendo orquestrados por um antigo inimigo de Zheng Zu, que conspira com Zhilan, Dama Leque de Ferro e ex-aliados da Sociedade: Rei Selvagem e a Cooperativa Ponto Vermelho para pôr fim ao da gestão de Shang-Chi.

### Projeto Gelsemium
Shang-Chi e Leiko passam férias juntos em Seul, onde testemunham várias bombas de gás detonarem pela cidade, transformando vítimas em árvores. Depois de ajudar Shang-Chi e Raposa Branca a resgatar civis de uma explosão de gás, Leiko recebe uma transmissão de explosões semelhantes acontecendo nas principais cidades do mundo. Os três rastreiam a origem de um dos difusores para um laboratório  da I.M.A. em Londres, onde eles encontram a cientista Jessa Chen, que afirma que ela e outros cientistas estão sendo forçados contra sua vontade a criar a arma biológica, chamada Molécula Gelsemium. Leiko leva Chen para um lugar seguro enquanto Shang-Chi e Raposa Branca lutam contra guardas da I.M.A. Enquanto eles estão sozinhos, Chen se revela como Doutor Gelsemium, o verdadeiro cérebro por trás da Molécula Gelsemium e usa sua fisiologia semelhante a uma árvore para conter Leiko antes de expô-la a uma amostra de Molécula, Gelsemium leva Leiko para outro laboratório no noroeste do Pacífico, onde Leiko começa a se transformar em uma árvore. Shang-Chi e Raposa Branca encontram Leiko através de seu rastreador e lutam contra Gelsemium. Leiko é capaz de se libertar e usa sua própria fisiologia de árvore para libertar as cobaias de Gelsemium e lutar contra ela. Depois que Gelsemium é derrotado, Leiko é curada com um antídoto que mais tarde foi fornecido às vítimas de Gelsemium em todo o mundo.

### O que é vs O que aconteceria se...
Shang-Chi encontra a Moeda Ruguo e se depara com uma versão alternativa de si mesmo que permaneceu fiel a seu pai de What If # 16 (agosto de 1979).

### Family of Origin e Blood and Monsters
Enquanto passa um tempo com sua mãe na Nova Casa da Mão Mortal, Jiang Li revela seu passado para Shang-Chi, incluindo sua história como Amazona de Qilin da dimensão mística de Ta-Lo e como ela conheceu e se casou com seu pai. Shang-Chi e Jiang Li são emboscados por Zhilan, Ponto Vermelho, Rei Selvagem, Dama Leque de Ferro e seus capangas; Jiang Li usa suas habilidades pisônicas para detectar que estão sendo liderados por seu pai, Chefe Xin. Zhilan revela que sua traição é um ardil e ajuda Shang-Chi e a Sociedade a derrotar os pretensos assassinos. Jiang Li explica a Shang-Chi as circunstâncias que cercam seu desaparecimento e o ódio de Xin por Zu e sua linhagem. Infelizmente, os assassinos tomam Jiang Li como refém e escapam através de um portal criado por Xin para a Ilha Qilin.
Shang-Chi oferece sua vida pela de sua mãe a Xin, que concorda, mas Xin renega o acordo deixando Jiang Li para trás em Ta Lo ao chegar ao ponto de encontro no Havaí e tenta assassinar Shang-Chi e suas meias-irmãs. Quando Shang-Chi se mostra muito difícil de derrotar em combate, Xin recorre à criação de vários taoties do sangue de Shang-Chi para caçar qualquer um que possua a linhagem de Zheng Zu. Shang-Chi resgata Takeshi e Shi-Hua quando ambos são atacados por taoties e os Cavaleiro de Qilin, respectivamente, e se reconcilia com os dois. Com todos os cinco Campeões da Sociedade das Cinco Armas juntos novamente, Shang-Chi e seus irmãos pegam um portal improvisado para Ta Lo para resgatar sua mãe e parar seu avô. Os irmãos são confrontados pelos guardas do Imperador de Jade por invasão, com o próprio Imperador chegando para contê-los com seus Dez Anéis. Enquanto preso na masmorra do Palácio de Jade, o espírito de Zheng Zu visita Shang-Chi para convencê-lo a pegar os Dez Anéis para impedir que Xin destrua sua família. Xin, fortalecido por uma máscara de taotie criada a partir do sangue de Shang-Chi e da mão decepada de Shi-Hua, chega ao calabouço para destruir a linhagem Zu de uma vez por todas. Shang-Chi relutantemente permite que seu pai o guie até o cofre do Imperador de Jade contendo os Dez Anéis, usando-os para salvar seus irmãos de seu avô.
Quando Shang-Chi tenta resistir à influência de Zheng Zu, Xin é capaz de tirar seis dos anéis dele e derrota os Campeões antes de ir para a Casa da Mão Mortal para se juntar aos Cavaleiros de Qilin na destruição da Sociedade. Shang-Chi e seus irmãos são protegidos pelos quatro anéis restantes, que é testemunhado pelo Imperador de Jade, que permite que Shang-Chi e os outros deixem Ta Lo para deter Xin, mas ordena que ele devolva os anéis. Na Casa da Mão Mortal, Shang-Chi perde os anéis restantes para Xin, que ordena que os Cavaleiros ataquem a cidade de Nova York. Sem outra opção, Shang-Chi cede à influência de Zu, permitindo que ele recupere todos os Anéis de Xin, liberando todo o seu poder e assumindo a aparência e a personalidade de seu pai. Shang-Chi então usa os Anéis para derrotar Xin e todos os Qilin Riders. Antes que um Shang-Chi corrompido possa executar Xin, ele é repreendido por Jiang Li e seus irmãos, libertando-o da influência de Zu. Shang-Chi tem a Sociedade das Cinco Armas para reparar os danos causados à cidade e cuidar de civis feridos, o que convence os Vingadores de sua inocência. Depois, Shang-Chi devolve Xin e os Dez Anéis ao Imperador de Jade, que nomeia Jiang Li como a nova Chefe dos Cavaleiros de Qilin, forçando-a a ficar em Ta Lo. Os irmãos de Shang-Chi seguem caminhos separados, mas saem em bons termos com ele. Um mês após a provação, Shang-Chi descobre que os Dez Anéis deixaram Ta Lo e chegaram à Casa da Mão Mortal.

### SecretsandFool Me Twice
Algum tempo antes dos Dez Anéis retornarem a ele, Shang-Chi se reúne com Jimmy Woo para derrubar anéis de combate ilegais organizados pelo Crossfire, onde participantes involuntários, particularmente aqueles asiáticos, são mentalmente coagidos a lutar uns contra os outros pela tecnologia de lavagem cerebral do Crossfire. Depois que Crossfire e seus corretores são apreendidos pelos dois com a ajuda dos Agentes da Atlas, a Sociedade das Cinco Armas, Campeões e Leiko, Shang-Chi e Jimmy refletem sobre suas origens semelhantes e diferentes educações antes de se reconciliarem. Shang-Chi mais tarde descobre que os Olhos do Dragão sobreviveram à sua destruição e foram roubados pelo Inumano Kamaran. Shang-Chi, Irmã Adaga e Irmã Bastão rastreiam os Olhos até Jersey City, Nova Jersey, onde impedem Kamaran de usar os Olhos na Ms. Marvel para sacrificar sua vida para prolongar seu chefe, o senhor do crime Inumano Lineage.

### Shang-Chi and the Ten Rings
Incapaz de acessar os portais para Ta Lo, Shang-Chi tem os Dez Anéis selados em um cofre dentro da Casa da Mão Mortal. Devido à batalha final entre Shang-Chi e Xin sendo televisionada em todo o mundo, os Dez Anéis se tornaram de conhecimento público, levando várias organizações criminosas a atacar a Casa da Mão Mortal para reivindicar os Anéis, forçando Shang-Chi a usá-los novamente para combatê-los.
Shang-Chi deixa os Anéis em outro cofre enquanto acompanha Leiko no resgate de Clive Reston; Shang-Chi descobre que a missão de resgate é um ardil orquestrado pelo MI6 para mantê-lo preocupado enquanto os Dez Anéis são roubados por Black Jack Tarr e seus homens. Quando o MI6 e o MI13 acidentalmente invocar um parasita alienígena chamado Wyrm of Desolation com os Dez Anéis, Shang-Chi os salva e readquire os Anéis, mas não antes de advertir seus antigos amigos por traí-lo. Esses eventos são testemunhados por um par de guerreiros chamados Administradores de Jogo Mais Reverenciados, que questionam o mérito de Shang-Chi de empunhar os Dez Anéis, levando-os a hospedar um Jogo dos Anéis para encontrar um verdadeiro Guardião do Anel.
Shang-Chi e outros nove lutadores são convocados para um pagode em Ta Lo como participantes do Jogo dos Anéis; cada jogador recebe um dos Dez Anéis e é forçado a lutar entre si no pagode, com o vencedor recebendo todos os Dez Anéis. Shang-Chi forma uma aliança com Shen Kuei e cada um é capaz de reivindicar dois anéis cada antes de avançar para o próximo andar do pagode.
No andar seguinte, Shang-Chi e Shen Kuei encontram Jinzha e Muzha, que lhes revelam a história dos Dez Anéis. Shang-Chi e Shen Keui são atacados por Leiko, que foi possuída por uma cria da Serpente da Desolação e entrou no torneio como competidora. Depois que Shang-Chi a liberta das crias da Wyrm, Leiko pede desculpas a Shang-Chi pelo roubo dos Dez Anéis e se retira do torneio. No entanto, Shen Kuei trai Shang-Chi e rouba o Anel de Leiko dele enquanto ambos avançam para o último andar do pagode. Enquanto Shang-Chi e Shen Kuei lutam na rodada final, Shen Kuei consome voluntariamente o Wrymspawn para derrotar Shang-Chi. Shang-Chi é resgatado pelo outro jogador restante, Red Cannon, que revela ser Shi-Hua. Shi-Hua destrói as crias da Wyrm, mas quando ela é impedida por Shang-Chi de matar Shen Kuei, ela dá seus anéis para Shang-Chi e se retira do torneio. Shang-Chi implora a Jinzha e Muzha para curar Shen Kuei; os irmãos atendem ao seu pedido e enviam Shen Kuei de volta à sua dimensão natal. Shang-Chi é declarado vencedor do Jogo dos Anéis e é parabenizado por Jiang Li e pelo Imperador de Jade, que revelam ter orquestrado o Jogo dos Anéis para testar o valor de Shang-Chi em empunhar os Anéis. O Imperador avisa Shang-Chi sobre uma ameaça iminente à Terra que só pode ser interrompida por um digno Guardião do Anel na Terra, e foi por isso que ele confiou os Dez Anéis a Shang-Chi.
Durante uma missão com seus irmãos para impedir que uma gangue de partidários de Zheng Zu invocasse uma versão anterior de seu pai do passado, Shang-Chi é acidentalmente enviado de volta no tempo para a Primeira Guerra do Ópio, onde encontra versões mais jovens de Zheng Zu e Zheng. Yi e os Deadly Warriors daquela época. Shang-Chi fica surpreso com a personalidade heróica e amigável de Zu e torna-se amigo dele. Os dois trabalham juntos para prender um policial corrupto e se separarem em boas condições enquanto Shang-Chi é transportado de volta ao presente.

### Gang War
Durante os eventos da "Gang War", Shang-Chi participa de uma reunião realizada pelos chefes das famílias criminosas de Nova York após a tentativa de assassinato de Lápide, alegando que ele está agindo no melhor interesse da Sociedade das Cinco Armas. À medida que o coma de Lápide deixou um vácuo de poder no submundo do crime, as tensões entre gangues rivais superpoderosas aumentam para uma guerra de gangues em toda a cidade; devido à proximidade dos territórios de suas organizações, Shang-Chi é forçado a intervir durante uma guerra territorial destrutiva entre o Senhor Negativo e Lady Yulan. Lutando entre seu compromisso com os super-heróis de Nova York, mantendo a lealdade dos guerreiros famintos por batalha da Sociedade e priorizando a segurança de Chinatown, Shang-Chi minimiza as atividades da Sociedade tanto quanto possível na Guerra das Gangues. O Homem-Aranha confronta Shang-Chi por seu envolvimento com outros senhores do crime, mas Shang-Chi explica que ele está fazendo isso apenas para proteger os cidadãos de Chinatown e garante ao Homem-Aranha que manteria a Sociedade confinada em Chinatown. Acreditando que as ações de Shang-Chi estão enfraquecendo a Sociedade, vários membros liderados pelo Capitão Feng organizam um golpe contra ele, que Shang-Chi facilmente combate. No entanto, vários dos feiticeiros de Feng prendem os Dez Anéis dentro de uma prisão mágica, roubando suas armas de Shang-Chi. Na esperança de encontrar uma maneira de manter Chinatown segura sem os Anéis, Shang-Chi envia uma mensagem ao Sr. Negativo, Yulan e Diamondback, solicitando que cada um envie seu melhor campeão para desafiá-lo em um duelo pelo controle de Chinatown. Os três senhores do crime aceitam o desafio, mas comparecem eles próprios ao duelo. Shang-Chi os derrota facilmente, mas descobre que cada um deles enviou iscas em seus lugares enquanto concentra sua atenção em fazer com que suas forças se destruam, o que Shang-Chi planejou que acontecesse. Embora a estratégia de Shang-Chi de colocar seus maiores rivais uns contra os outros e, ao mesmo tempo, mantê-los fora de Chinatown tenha sucesso, ela cria mais destruição em todo o resto da cidade, levando o prefeito Luke Cage a reunir o Homem-Aranha, Danny Rand, Mulher-Hulk e Lápide para confrontá-lo. Tendo previsto também que seus rivais acabariam se unindo contra ele depois de lutarem entre si, Shang-Chi manipula os heróis e vilões que chegam para lutarem entre si na Casa da Mão Mortal enquanto engana o Capitão Feng e seus feiticeiros para que liberem os Dez Anéis, que ele usa para derrotar os traidores e vilões. Com Chinatown segura e os Dez Anéis de volta em sua posse, Shang-Chi se junta aos outros heróis para acabar com a Guerra das Gangues.

### Thunderbolts
Shang-Chi é recrutado por Bucky Barnes para sua nova formação dos Thunderbolts para eliminar o Caveira Vermelha e seus empreendimentos. Usando o codinome Gamemaster, Shang-Chi e Barnes viajam para Hong Kong para interceptar o Agente Americano e o Kaiju Americano, que foram enganados pelos espiões do Caveira Vermelha dentro do Exército dos Estados Unidos para destruir a base secreta restante do Caveira para cobrir sua fuga. Quando o Caveira Vermelha força remotamente o Kaiju Americano a causar tumulto na cidade, Shang-Chi ordena que a Sociedade das Cinco Armas proteja os cidadãos e fornece a Barnes o místico Anel de Kuafu, permitindo que Barnes cresça até o tamanho de um gigante para subjugar o Kaiju Americano.

## Outras versões

### Secret Wars (2015)
Em Secret Wars, uma versão de Shang-Chi reside na região K'un-Lun, inspirada em wuxia, do Battleworld. Nesta continuidade, ele é o filho exilado do Imperador Zheng Zu, Mestre dos Dez Anéis, uma implacável escola de artes marciais que usa poderes e técnicas místicos baseados nos poderes dos dez anéis do Mandarim da continuidade principal,

### House of M
Em House of M, Shang-Chi não percebe as maldades de seu pai antes de sua morte nas mãos de Magneto. Isso faz com que ele seja consumido com um desejo de vingança. Nesta realidade, Shang-Chi é o chefe da organização criminosa dos Dragões, ao lado de Colleen Wing, Swordsman, Mantis, Zaran e Machete. Os Dragões, mais tarde, resolvem sua rivalidade contra a gangue de Luke Cage, mas são eventualmente capturados em uma armadilha criada por ambos os assassinos do Rei do Crime e agentes de Thunderbird. Os Dragons e o Wolfpack são libertados por Luke Cage, e a gangue de Shang-Chi se junta aos Vingadores em sua batalha contra a Irmandade de Mutantes.

### Marvel Apes
Nesta versão símia do Universo Marvel, Shang-Chi e seu pai trabalham como uma organização subversiva, tentando fazer com que os  sencientes locais trabalhem em paz e não em dominação animalesca. Os Vingadores (Ape-vengers) o matam por esse sentimento de 'mente fraca'.

### Marvel Zombies
Em Marvel Zombies, Shang-Chi é transformado em um zumbi durante um esforço multi-heroico para resgatar civis sobreviventes. Em uma batalha no meio de Manhattan, detalhada em Ultimate Fantastic Four# 23, ele e dezenas de outros heróis zumbis tentam consumir o último lote de humanos. Esses humanos são defendidos pelo Magneto desse universo e pelo Quarteto Fantástico Ultimate. Durante uma tentativa de resgate bem-sucedida, Thing envia Shang-Chi voando pelo ar com um soco. Shang-Chi então ataca Magneto mais uma vez, mas ele é cortado pela metade pelo Mestre do Magnetismo. Um diferente Shang-Chi aparece em Marvel Zombies Return em um universo alternativo onde ele não é afetado pelo surto de zumbis. O zumbi Wolverine o encontra em um clube de luta clandestina, interagindo com outros artistas marciais infames. O mutante faminto por carne o corta até a morte.

### Ultimate Marvel
No universo Ultimate Marvel, Shang-Chi apareceu pela primeira vez em Ultimate Marvel Team-Up# 15. Ele é o filho de um senhor do crime internacional. Treinado desde o nascimento para se tornar uma arma viva, ele se tornou o maior artista marcial do mundo. Um espírito nobre, ele acabou por renunciar ao império de seu pai. Buscando fugir do alcance de seu pai, ele emigrou para Nova York, onde passa a trabalhar como varredor de chão no Mercado de Peixe de Wu, na Chinatown de Nova York. Sentindo que os habitantes de Chinatown precisavam de alguém para protegê-los, ele e seu amigo Danny Rand foram arrastados para a guerra de gangues entre o Rei do Crime e o Cabeça de Martelo depois que o último o alvejou para conquistar as gangues de Chinatown. O conflito chegou ao clímax quando Shang-Chi, Danny Rand, Homem-Aranha, Gata Negra, Cavaleiro da Lua e Elektra emboscaram a cobertura do Cabeça de Martelo, onde uma batalha se seguiu. Terminou com inconscientes Elektra, Cabeça de Martelo e Cavaleiro da Lua. Os membros da gangue foram então presos pela polícia.
O artista marcial se disfarçou como um criminoso fantasiado para derrubar o Rei do Crime. O Rei do Crime descobriu seu plano e ameaçou matar o herói, mas ele foi resgatado pelo Demolidor, que então o recrutou como parte de sua equipe para derrubar o Rei do Crime. Depois que a identidade do Rei do Crime é vazada para o New York City Police Department|Departamento de Polícia de Nova York, Shang-Chi e a equipe se separam e seguem caminhos separados.

### Universo Ultimate
Após os eventos de Ultimate Invasion, um novo Universo Ultimate é criado, onde o Maker viaja para a Terra-6160 e a remodela à sua própria imagem. Nessa nova continuidade, Shen Qi (神奇, "milagroso") foi o oitavo Punho de Ferro por volta de 8.000 a.C., cujas habilidades e proezas marciais foram até mesmo elogiadas pelos próprios deuses. Shen Qi acabou se desiludindo com a violência e, em vez disso, passou décadas pregando sua filosofia de pacifismo e anti-autoritarismo, usando seus poderes para curar outros e a terra, o que lhe rendeu um grande número de seguidores. Isso enfureceu os deuses, que mataram o idoso Shen Qi em um duelo que durou mil dias e noites.
10.000 anos depois, Shen Qi reencarna e, desde seu nascimento, realiza os mesmos milagres de sua vida passada. Nos dias atuais, o adolescente Shen Qi é perseguido pelo Hulk – o atual Punho de Ferro –, que se sente ameaçado por seu retorno e envia o Uranium Brother #235 para eliminá-lo. Shen Qi e seus seguidores são salvos pelos Ultimates e por Danny Rand, enquanto a She-Hulk decapita Uranium Brother #235.

### Terra-13584
Na dimensão de bolso de I.M.A da Terra-13584, Shang-Chi aparece como um membro da gangue do Homem-Aranha.

## Poderes e habilidades
Embora nunca tenha sido determinada exatamente a extensão das habilidades de luta de Shang-Chi , ele já provou ter batido em diversos adversários considerados sobre-humanos. Shang-Chi é classificado como um atleta, mas ele é um dos melhores artistas marciais não-super-humanos do Universo Marvel e tem dedicado grande e extensiva parte de sua vida ao aprendizado e aperfeiçoamento das artes marciais, sendo referido por alguns como o maior lutador de mãos vazias e praticante de kung-fu vivo. O deus da guerra grego Ares, reconhece Shang-Chi como um dos poucos mortais que podem se defender contra um deus, mesmo sem o uso de magia. Além disso, Shang-Chi lutou contra inimigos superpoderosos como Ben Grimm, o Coisa do Quarteto Fantástico em combate corpo a corpo e provou ser um oponente formidável. Grande parte de suas habilidades físicas parecem originar-se de seu domínio absoluto do chi, que muitas vezes lhe permite superar em muito as limitações físicas de atletas normais podendo ter super-força,hiper velocidade,super agilidade entre outros poderes sobre-humanos. Ele também, já demonstrou inúmeras vezes a capacidade de desviar de balas de metralhadoras e rifles de precisão, e é capaz de desviar de tiros com os seus braceletes. Shang-Chi também é extremamente treinado nas artes de concentração e meditação, e é um especialista em diversas armas manuais, incluindo espadas, bastões, nunchaku, e shuriken.

Seu estilo é conhecido como "Estilo da Mão Mortal", devido ao seu treinamento na Casa da Mão Mortal.
Devido às suas proezas nas artes marciais, Shang-Chi é um professor muito procurado e orientou muitos personagens em kung fu e combate corpo a corpo. Alguns dos alunos mais importantes de Shang-Chi e parceiros de treino incluem Capitão América, Homem-Aranha, Wolverine, e Dominó. Outro testemunho de sua habilidade como instrutor foi durante a Guerra dos Reinos, onde ele foi capaz de treinar um grupo de novatos em um curto espaço de tempo, a ponto de seus protegidos serem capazes de afastar facilmente um exército de poderosos Demônios de Fogo usando as técnicas que ele ensinou.
Ele também está muito sintonizado com o chi emitido por todos os seres vivos, a ponto de conseguir detectar uma Jean Grey psionicamente mascarada, sentindo a energia dela.
Durante seu tempo com os Vingadores, Shang-Chi recebeu equipamentos especiais de Tony Stark, incluindo um par de pulseiras que lhe permitiam focar seu chi de maneiras que aumentavam sua força e um par de nunchaku alimentados por repulsores.
Originalmente sem superpoderes, Shang-Chi ganhou superpoderes temporariamente em várias ocasiões. Durante os eventos da Ilha-Aranha, ele ganhou brevemente os mesmos poderes e habilidades que o Homem-Aranha depois de ser infectado pelo vírus-aranha. Depois de se transformar em aranha gigante, ele foi curado de sua infecção pelo chi do Punho de Ferro, embora à custa dele perder seus poderes de aranha. Em Avengers World, Shang-Chi usou brevemente as Partículas Pym para crescer em tamanho imenso. Após a exposição à radiação cósmica das Incursões, Shang-Chi foi capaz de criar um número ilimitado de duplicatas de si mesmo.
Na história da continuidade do Battleworld das Guerras Secretas, Shang-Chi é capaz de usar nove das dez técnicas da escola Dez Anéis, que são baseadas nos poderes dos dez anéis do Mandarim da continuidade principal. Shang-Chi mais tarde aprende e domina a técnica de intangibilidade de seu aluno Kitten e desenvolve uma nova técnica que transforma seus oponentes em pedra.
Pouco depois de se reunir com sua mãe, Shang-Chi descobriu que ele herdou as habilidades psiônicas de Jiang Li, permitindo-lhe formar laços psíquicos com seus parentes de sangue. Esses laços permitem que Shang-Chi sinta sua localização ou sinta qualquer dor que seja infligida a eles. As habilidades psiônicas de Shang-Chi também se estendem a seus parentes mortos, permitindo que ele se comunique e interaja com os espíritos de seu falecido tio e pai.
Enquanto se aventurava em Ta-Lo, Shang-Chi adquiriu os celestiais Dez Anéis do Imperador de Jade, concedendo-lhe uma variedade de poderes e habilidades, incluindo força sobre-humana, velocidade, durabilidade e resistência, além de permitir que ele voe e levite. Shang-Chi pode controlar os Anéis telepaticamente, que podem ser usados de várias maneiras, incluindo lançá-los como projéteis, utilizá-los como plataformas de transporte e gerar correntes improvisadas para agarrar objetos e conter oponentes. Os Dez Anéis também podem alterar seu tamanho, encolhendo-se para caber nos pulsos de Shang-Chi ou ampliando-se para prender um humano. Quando Shang-Chi usou os Dez Anéis pela primeira vez, seu medo de que o poder deles o corrompesse permitiu que o Chefe Xin tomasse o controle dos Anéis para longe dele. No entanto, quando Shang-Chi cedeu ao seu desejo, ele foi capaz de recuperar os Dez Anéis e desbloquear seu potencial, aumentando sua força e habilidades, mas dando-lhe uma semelhança e personalidade semelhante a de seu pai. Embora Shang-Chi fosse capaz de lutar completamente contra a influência de seu pai, os Dez Anéis ainda mantinham seu poder desbloqueado e lealdade a ele.

## Outras mídias

### Literatura
- World Of Reading -This is Shang-Chi. Disney Book Publishing Inc., 2021. ISBN 1-36806-997-5
- Chow. Marie. Shang-Chi and the Legend of the Ten Rings: Who Guards My Sleep. Disney Book Publishing Inc., 2021. ISBN 1-36806-996-7

#### Little Golden Books
- Chen, Michael. Shang-Chi (2021) ISBN 9780593304426

### Jogos de tabuleiro
- Shang-Chi aparece no jogo de tabuleiro Marvel United, publicado pela CMON Limited.
- Shang-Chi aparece em Legendary: A Marvel Deck Building Game, como um herói em sua expansão Secret Wars Volume 2[182] e como um vilão "Heroes for Hire" em sua expansão Civil War.

### RPG de mesa
Shang-Chi aparece no RPG Marvel Multiverse Role-Playing Game.

### Televisão
- Um personagem chamado "Master of Kung Fu" teve participação sem falas no episódio "Wrath of the Sub-Mariner" da série animada Spider-Man de 1981.
- Variantes de universos alternativos de Shang-Chi do Universo Cinematográfico Marvel aparecem na série animada What If...?.[184][185]

### Filmes
- De acordo com Margaret Loesch, ex-presidente e CEO da Marvel Productions, na década de 1980, Stan Lee  considerou Brandon Lee para o papel de Shang-Chi e se encontrou com o ator e sua mãe Linda Lee para discutir um filme ou série de televisão em potencial estrelando o personagem.[186] Em 2001, Stephen Norrington anunciou suas intenções de dirigir um filme de Shang-Chi intitulado The Hands of Shang-Chi.[187] Em 2003, o filme estava em desenvolvimento na DreamWorks Pictures, com Yuen Woo-Ping substituindo Norrington como diretor e Bruce C. McKenna contratado para escrever o roteiro.[188] Ang Lee se juntou ao projeto como produtor em 2004, mas o filme não se materializou após esse ponto e os direitos ao personagem foram revertidos para a Marvel.[189]
- Em 2006, Shang-Chi foi escolhido como uma das muitas propriedades nos novos filmes da Marvel com a Paramount Pictures, junto com Capitão América, Nick Fury, Doutor Estranho, Gavião Arqueiro, Quarteto Futuro, Pantera Negra e Manto e Adaga.[190]
- Em dezembro de 2018, a Marvel Studios contratou David Callaham para escrever o roteiro de um filme de Shang-Chi ambientado no Universo Cinematográfico Marvel.[191][192] Em março de 2019, Destin Daniel Cretton foi contratado como diretor.[193] Guntis Sics, o mixador de som de Thor: Ragnarok, revelou em uma entrevista que as filmagens aconteceriam na Austrália. Durante a San Diego Comic-Con 2019, Simu Liu foi anunciado para retratar o personagem no filme Shang-Chi e a Lenda dos Dez Anéis.[194] Originalmente programado para ser lançado em fevereiro de 2021, a data de lançamento do filme foi movida para maio devido à pandemia de COVID-19 que colocou a produção em espera.[195] O filme foi lançado em 3 de setembro de 2021.[196]

### Vídeo games
- Shang-Chi é um personagem jogável no jogo para celular Marvel: Future Fight.[197]
- Shang-Chi é um personagem jogável no jogo para celular Marvel Duel.[198]
- Shang-Chi é um personagem jogável no jogo para celular Marvel Contest of Champions.[199][200]
- Shang-Chi é um personagem jogável no jogo para celular Marvel Strike Force.[201]
- Shang-Chi é um personagem jogável no jogo para celular Marvel Super War,[202] com voz de Kaiji Tang.
- Shang-Chi é um personagem jogável no jogo para celular Marvel Puzzle Quest.[203]
- Uma skin de Shang-Chi foi adicionada ao jogo battle-royale Fortnite.[204]